# Arche Noah (Verein)
Arche Noah Gesellschaft für die Erhaltung der Kulturpflanzenvielfalt & ihre Entwicklung ist ein niederösterreichischer Verein mit Sitz in Schiltern bei Langenlois.

## Geschichte

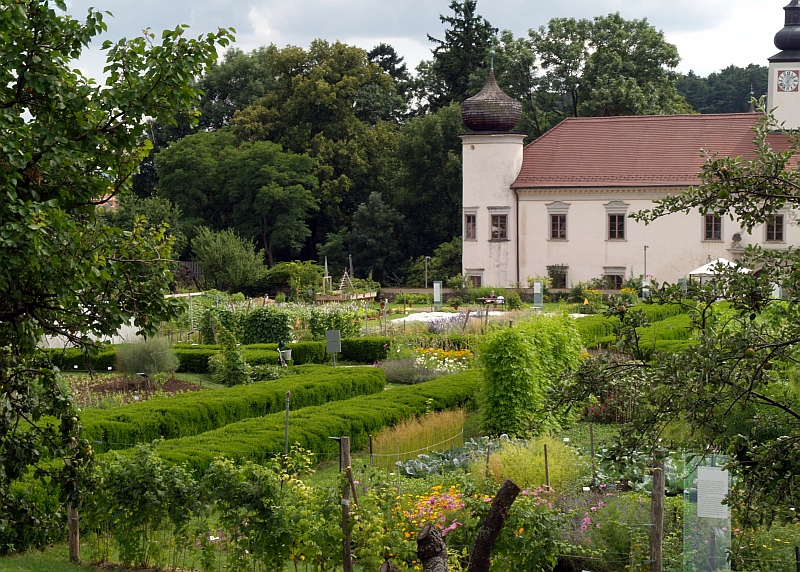
Arche Noah, Schiltern, NÖ: Schau und Vermehrungsgarten 2010

Der Verein entstand 1990 in Krems an der Donau als Zusammenschluss zweier Vorgängervereine, der niederösterreichischen Samenpflegevereinigung und der steirischen Fructus. Bereits 1989 hatten sie nach eigener Angabe den ersten gemeinsamen Samenkatalog gemeinschaftlich herausgegeben. Beweggrund sei demnach gewesen, dass vor allem Heimgärtner und Bauern das Verschwinden traditioneller Sorten beklagten und sich in eigener Initiative für die Erhaltung der zunehmend gefährdeten Handels- und Lokalsorten einsetzten. 1997 wurde die Tochtergesellschaft Arche Noah Schaugarten gemeinnützige GmbH gegründet. 2002 wurden 6.500 alte Sorten bei Schloss Haindorf erhalten und vermehrt, seit 2010 sind es etwa 4.500 Gemüsesorten, 1.100 Sorten landwirtschaftlicher Kulturen wie Weizen, Erdäpfel und Mais sowie 400 Sorten Kräuter und Wildpflanzen.

## Tätigkeiten
Aufgaben des Vereins sind die Bewahrung von regionaler Kulturpflanzenvielfalt und das Bereitstellen von selten gewordenen oder im Handel nicht mehr erhältlichen Sorten landwirtschaftlicher Nutzpflanzen. Das funktioniert in Art einer Tauschbörse, in dem sich die Mitglieder von anderen Mitgliedern Saatgut zukommen lassen, vermehren, und dann wieder weiterverteilen, sowie in Eigeninitiative alte Sorten aufspüren. Dazu betreibt die Arche Noah auch eine botanische Sammlung, das größte Sortenarchiv an Samen, Zwiebel und Knollen von seltenen Gemüsen, Getreidesorten und anderen Nutzpflanzen im deutschsprachigen Raum. Damit kann auch das regelmäßige Auffrischen der Samenbank dezentral umgesetzt werden.
2017 zählt die Arche Noah rund 17.000 Mitglieder und Förderer und rund 150 Erhalter und Erhalterinnen in Österreich und anderen europäischen Ländern, die sich neben dem Samenarchiv, privat um den Erhalt und die Vermehrung kümmern.
Die verfügbaren Sorten der einzelnen Erhalter und aus dem Arche-Noah-Samenarchiv werden im früheren Sortenhandbuch (jetziger Netzwerk-Katalog) veröffentlicht. Das Sortenhandbuch erscheint derzeit alle zwei Jahre. Die Sortenhandbuch-Datenbank ist auch online abrufbar, abgesehen von den Mitgliederdaten sind alle Informationen auch für Nicht-Mitglieder verfügbar.
Außerdem ist der Verein politisch in der Frage der Urheberrechte an Sorten engagiert. So wurde auf Initiative des Vereins im Jahr 2014 das Wissen um traditionellen Samenbau und Saatgutgewinnung von der UNESCO in die nationale Liste des Immateriellen Welterbes in Österreich aufgenommen. Zweck dieser Ausweisung ist ein rechtlich verbindlicher Schutz als allgemeines und traditionelles Kulturgut, auf dessen Basis weitere gesetzliche Schutzmaßnahmen erfolgen können.

## Publikationen
(teils als Verfasser, teils als Herausgeber; jeweils mit Andrea Heistinger)
- Das große Biogarten-Buch. 8. Auflage, Löwenzahn, Innsbruck 2021, ISBN 978-3-7066-2516-6
- Basiswissen Selbstversorgung aus Biogärten. Individuelle und gemeinschaftliche Wege und Möglichkeiten. Löwenzahn, Innsbruck 2018, ISBN 978-3-7066-2548-7
- Kräuter richtig anbauen. Das Praxisbuch für Biogarten, Topf und Balkon. Löwenzahn, Innsbruck 2016, ISBN 978-3-7066-2596-8
- Handbuch Samengärtnerei. Sorten erhalten, Vielfalt vermehren, Gemüse genießen. Löwenzahn, Innsbruck 2016, ISBN 978-3-7066-2352-0
- Handbuch Bio-Obst. Sortenvielfalt erhalten. Ertragreich ernten. Natürlich genießen. Löwenzahn, Innsbruck 2016, ISBN 978-3-7066-2578-4
- Biodünger selber machen. Regenwurmhumus – Gründüngung – Kompost. Löwenzahn, Innsbruck 2014, ISBN 978-3-7066-2519-7
- Bio-Gemüse-Ratgeber. Einfach anbauen, Vielfalt ernten. Löwenzahn, Innsbruck 2013, ISBN 978-3-7066-2532-6
- Handbuch Bio-Balkongarten. Gemüse, Obst und Kräuter auf kleiner Fläche ernten. Löwenzahn, Innsbruck 2012, ISBN 978-3-7066-2494-7
- Handbuch Bio-Gemüse. Sortenvielfalt für den eigenen Garten. Löwenzahn, Innsbruck 2011, ISBN 978-3-7066-2459-6
- Das Arche-Noah-Gartenjahr. 365 Fragen an meinen Garten. Löwenzahn, Innsbruck 2009, ISBN 978-3-7066-2427-5

(teils als Verfasser, teils als Herausgeber)
- Marianna Serena, Michael Suanjak: Das Lexikon der alten Gemüsesorten. 800 Sorten - Geschichte, Merkmale, Anbau und Verwendung in der Küche. AT Verlag, Aarau/München 2014, ISBN 978-3-0380-0620-6

## Auszeichnungen
Der Verein wurde 2014 mit dem Europäischen Gartenpreis in der Kategorie „Sonderpreis der Stiftung Schloss Dyck“ ausgezeichnet.